# Ремертон (Джорджія)
Ремертон (англ. Remerton) — місто (англ. city) в США, в окрузі Лоундс штату Джорджія. Населення — 1334 особи (2020).

## Географія
Ремертон розташований за координатами 30°50′38″ пн. ш. 83°18′32″ зх. д. / 30.84389° пн. ш. 83.30889° зх. д. (30.843788, -83.308928).  За даними Бюро перепису населення США в 2010 році місто мало площу 0,53 км², з яких 0,53 км² — суходіл та 0,00 км² — водойми.

## Демографія
Згідно з переписом 2010 року, у місті мешкали 1123 особи в 541 домогосподарстві у складі 122 родин. Густота населення становила 2124 особи/км².  Було 605 помешкань (1144/км²).
Расовий склад населення:
| - 64,6 % — білих - 29,3 % — чорних або афроамериканців - 0,8 % — азіатів - 0,4 % — корінних американців - 0,3 % — вихідців з тихоокеанських островів |

До двох чи більше рас належало 3,7 %. Частка іспаномовних становила 4,9 % від усіх жителів.
За віковим діапазоном населення розподілялося таким чином: 7,6 % — особи молодші 18 років, 91,1 % — особи у віці 18—64 років, 1,3 % — особи у віці 65 років та старші. Медіана віку мешканця становила 22,6 року. На 100 осіб жіночої статі у місті припадало 100,2 чоловіків;  на 100 жінок у віці від 18 років та старших — 99,2 чоловіків також старших 18 років.
Середній дохід на одне домашнє господарство  становив 24 492 долари США (медіана — 22 894), а середній дохід на одну сім'ю — 28 133 долари (медіана — 24 044). Медіана доходів становила 26 114 долари для чоловіків та 24 583 долари для жінок. За межею бідності перебувало 51,8 % осіб, у тому числі 30,7 % дітей у віці до 18 років та 0,0 % осіб у віці 65 років та старших.
Цивільне працевлаштоване населення становило 882 особи. Основні галузі зайнятості: мистецтво, розваги та відпочинок — 32,8 %, роздрібна торгівля — 27,8 %, освіта, охорона здоров'я та соціальна допомога — 19,5 %.